# Loden verrader

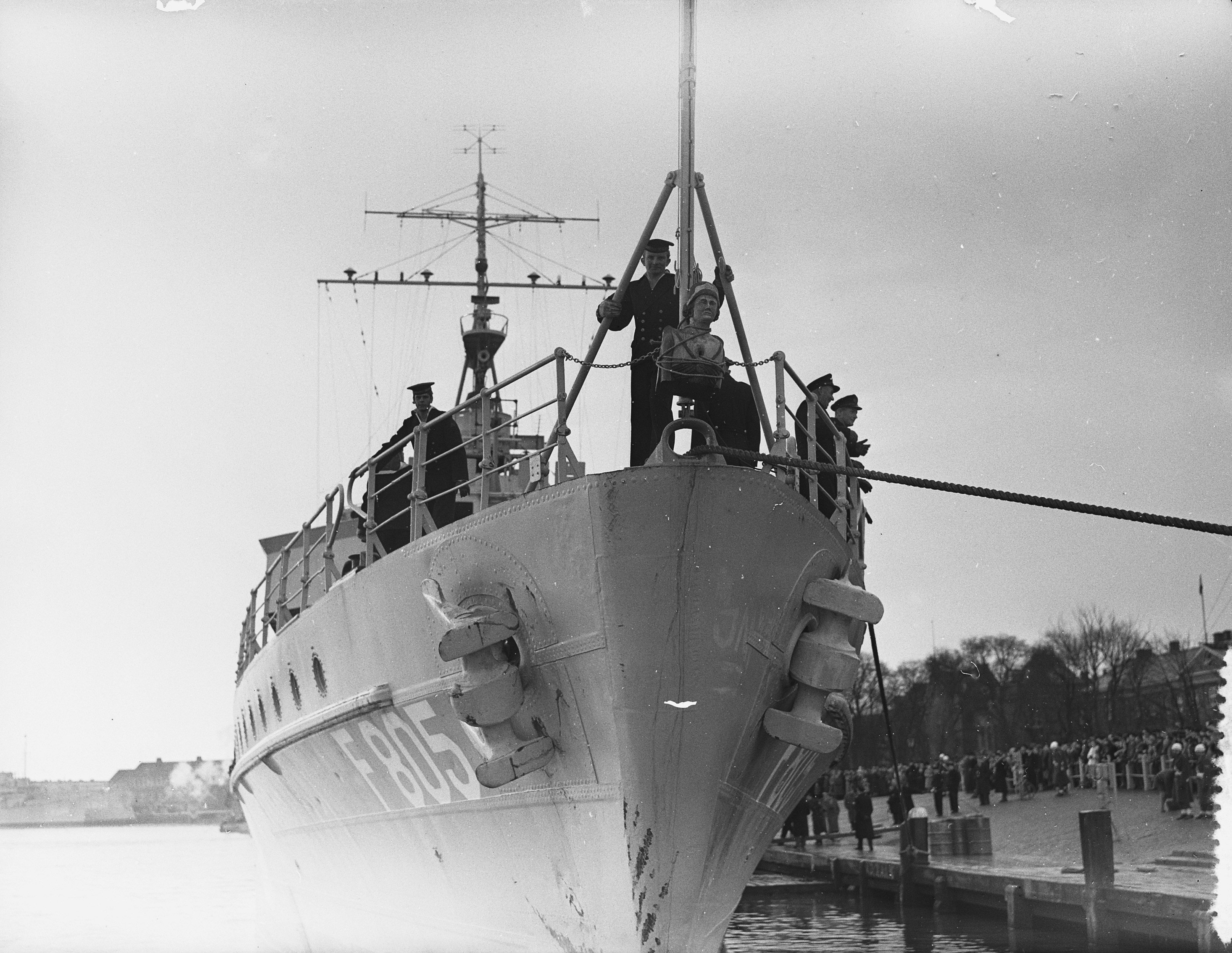
De Loden Verrader wordt binnengebracht in Den Helder op 13 februari 1955 door Hr. Ms. Van Speijk

De Loden Verrader is de bijnaam van een houten boegbeeld (ook wel schegbeeld), dat afkomstig zou zijn van het op 15 september 1778 in de haven van Willemstad (Curaçao) geëxplodeerde fregat Alphen van de Admiraliteit van Amsterdam. De Koninklijke Marine heeft een traditie waarbij de bemanning van het stationsschip in het Caribisch gebied bij terugkeer naar Nederland probeert het beeld te ontvoeren.

## Geschiedenis
Het staat vast dat op 15 september 1778 het fregat Alphen in de haven van Curaçao door eigen kruit explodeerde. Daarbij kwamen 202 van de 227 bemanningsleden om het leven, onder wie de kapitein baron van der Feltz. Ook ongeveer 50 burgers van de lokale bevolking verloren hierbij het leven. Over de oorzaak van de explosie bestaat geen zekerheid. Er zijn aanwijzingen dat een bemanningslid die bewust veroorzaakt heeft, maar het kan ook een ongeluk geweest zijn. De overlevering dat de Loden Verrader het schegbeeld van het fregat Alphen zou zijn geweest is echter vrijwel zeker onjuist. Dit hoewel er (achteraf) zelfs een schilderij is vervaardigd dat omschreven wordt als Schilderij van 's Lands Schip het fregat Alphen (1770-1778). Op de boeg de Loden Verrader.
Het boegbeeld zou na de ramp gevonden zijn door de havenmeester, die het in zijn tuin plaatste. In 1875 werd het daaruit door Nederlands marinepersoneel ontvreemd en met een marineschip overgebracht naar Nederland. Onderweg werd het kapsel van het beeld rood geschilderd en kreeg het de bijnaam Rode Verrader, omdat het zijn afkomst bij de marine had verzaakt door over te gaan in handen van een burgerfamilie. Na aankomst in Den Helder werd het beeld in beslag genomen en teruggegeven aan de eigenaar. Het huis werd rond 1924 gekocht door de vooraanstaande familie Maduro, die daarmee ook het beeld in bezit kreeg.
Daarna werd het een traditie bij de marine om het beeld in Curaçao te vinden en te ontvoeren naar Nederland. De rechtmatige eigenaar probeerde dat steeds te voorkomen door het beeld te verstoppen. Bij dit spel hoorde overigens ook dat het vervolgens door een volgend stationsschip weer werd terugbezorgd. In de tijd verbasterde de naam van Rode Verrader in de Loden Verrader.
Er is geen volledig overzicht van de bij de ontvoeringen betrokken marineschepen. Van de volgende is dat met zekerheid bekend:
- 1938: Hr. Ms. Gelderland
- 1947: Hr. Ms. van Kinsbergen
- 1955: Hr. Ms. Van Speijk
- 1956: Hr. Ms. Willem van der Zaan
- 1959: Hr. Ms. Van Speijk
- 1975: Hr. Ms. Utrecht[2]
- 2002: Hr. Ms. Willem van der Zaan
- 2003: Hr. Ms. Bloys van Treslong
- 2004: Hr. Ms. Willem van der Zaan

Van de periode 1976 - 2002 staat overigens vast dat er geen sprake was van ontvoeringen. In die periode werd de Loden Verrader namelijk in bruikleen gegeven aan het Scheepvaartmuseum in Amsterdam, waar ze na een poosje uit de tentoonstelling verdween en in opslag ging. Pas in 1998 kwam de Loden Verrader terug naar Curaçao, waar ze een plaats kreeg in het nieuwe Maritiem Museum. Daarna werd de marinetraditie hervat.